# سیارک ۸۱۳۲

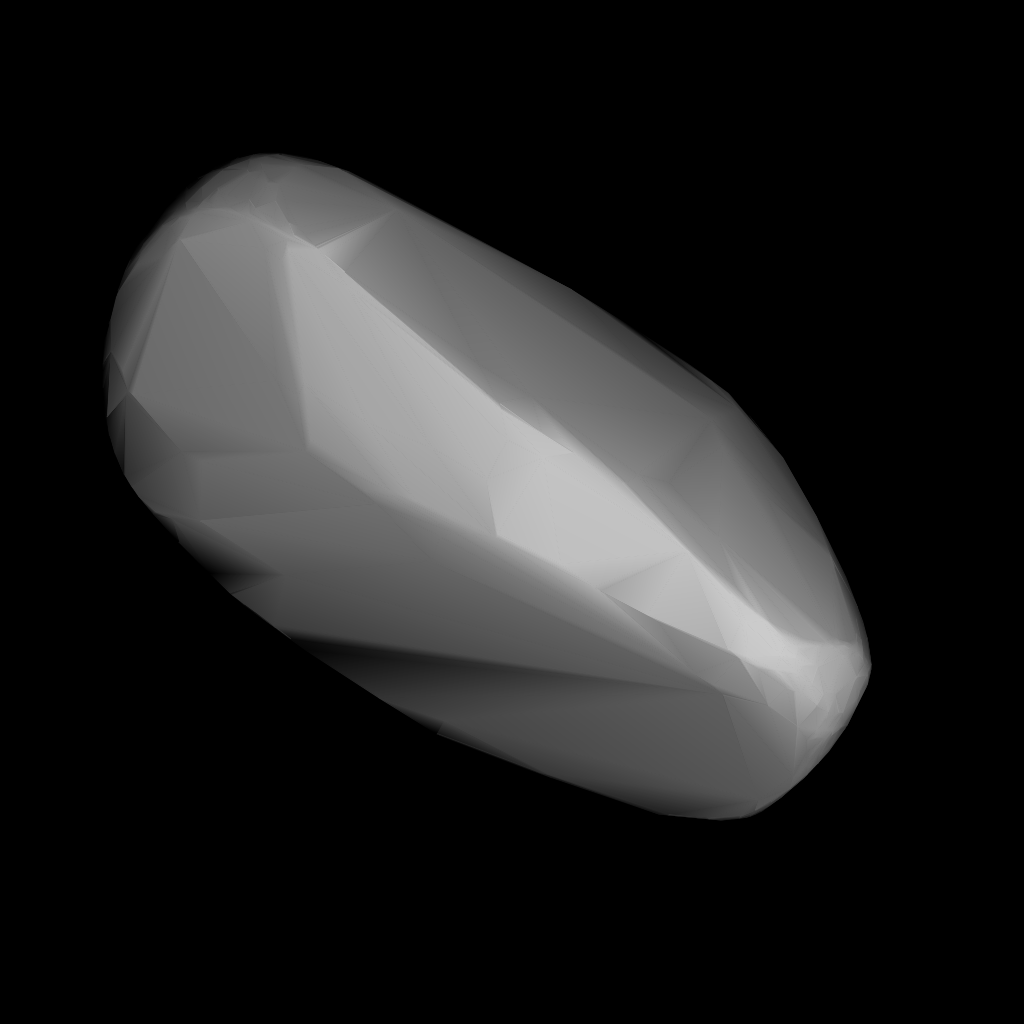
مدل سه‌بُعدی سیارک ۸۱۳۲ بر طبق منحنی نور آن

سیارک ۸۱۳۲ (به انگلیسی: 8132 Vitginzburg، نامگذاری:1976YA6) هشت هزار و صد و سی و دومین سیارک کشف شده‌است که در ۱۸ دسامبر ۱۹۷۶ کشف شد.
قدر مطلق سیارک برابر ۵۱٫۲ است.